# Asam pedas
L'asam pedas (en minangkabau : asam padeh, littéralement « amer et épicé ») est un ragout minangkabau, à la fois populaire en Indonésie et en Malaisie.

## Préparation
Les ingrédients principaux d'un asam pedas sont des fruits de mer ou des poissons d'eau douce. Ils sont cuits dans un asam (jus de tamarin) avec du piment et diverses épices.
On peut y rajouter divers légumes, comme du terong (aubergines indiennes), du gombo et des tomates. Quant aux poissons, on peut utiliser du maquereau, du vivaneau rouge, du thon, du gourami, du pangasius ou des encornets. Le poisson devant être servi dans son intégralité, il est rajouté en dernier au cours de la préparation du plat.
Le kaeng som est la version thaï de l'asam pedas. Au Bengale, en Inde, il y a un plat similaire appelé macher tak (« poisson amer »).

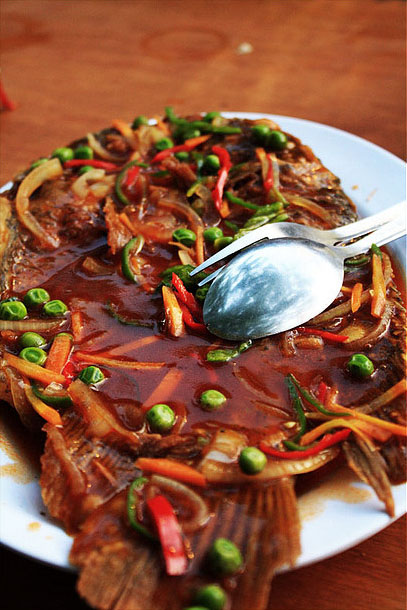
Gourami asam pedas.